# GAT Arena
La GAT Arena è uno stadio di calcio di Novi Sad che ospita le partite del FK Mladost GAT. Esso sorge nella parte più occidentale della città, nel quartiere di Satelit.

## Storia
Nel 1972 nasce la GAT, una società di costruzioni e, come è usanza nella Jugoslavia del tempo, crea una squadra di calcio per i propri dipendenti. Da qui la necessità di dotare il club di un campo, proporzionato a quelle che sono le sue esigenze, quindi lo stesso viene dotato solo di spogliatoi e di una piccola tribuna. Il Mladost resta nelle categorie minori del calcio jugoslavo prima e serbo poi fino al 2018, quando inizia una progressione che in soli 4 anni lo porta alla massima serie, rendendo così necessaria una ristrutturazione del piccolo impianto.
Nel mese di ottobre del 2021 iniziano i lavori che vengono completati in 6 mesi, una nuova tribuna viene costruita sul lato principale del campo, nuovi spogliatoi insieme ad una sala medica ed una moderna sala congressi, oltre a parcheggi all'esterno dell'impianto. Il 3 marzo 2022 il nuovo stadio viene inaugurato con l'incontro di campionato contro il FK Železničar Pančevo, vinto 2-1 dai padroni di casa. La capienza attuale è di 1,500 spettatori.
La recente promozione nella Superliga fa compiere al club un ulteriore sforzo, viene infatti coperto il settore centrale della tribuna ed installati riflettori. La parte terminale della tribuna viene destinata alla tifoseria organizzata del club, i Kojoti, e delimitata con barriere rigide.